# 帰り道
『帰り道』（かえりみち）は、東京少年の4枚目のスタジオ・アルバム。1991年8月21日発売。発売元はビクターエンタテインメント。

## 概要
- 最後のオリジナルアルバム。

## 収録曲
1. ミチルマアチ
作曲：笹野みちる
2. 君のマンションへ集合
作詞：笹野みちる／作曲：中村英夫
3. でくのぼうが泣く
作詞：笹野みちる／作曲：水上聡
4. サイレントメビウス 〜Sailing
作詞：笹野みちる／作曲：中村英夫
  - 7thシングル。映画「サイレントメビウス」主題歌。
  - ORANGE RANGEが2009年頃に行われた夏フェス、「ORANGE RANGE LIVE TOUR 009-010 〜world world world〜」でこの曲をカバーした。
5. 工事現場にカンパイ
作詞：笹野みちる／作曲：中村英夫
6. なんにもない日々
作詞：笹野みちる／作曲：中村英夫
7. Harmony
作詞：笹野みちる／作曲：中村英夫
  - 6thシングル。
8. 言わせてダーリン
作詞：笹野みちる／作曲：中村英夫
9. わんちゃんが死んじゃった
作詞：笹野みちる／作曲：水上聡
10. Surrender
作詞：笹野みちる／作曲：水上聡
11. ひとつとなるところへ
作詞：笹野みちる／作曲：手代木克仁
12. 大きなあくびと小さなキス
作詞・作曲：笹野みちる